# Liste des aéroports les plus fréquentés aux États-Unis
Il s'agit des listes des aéroports les plus fréquentés des États-Unis, selon divers critères de classement.

## Trafic total de passagers dans le graphique
Pour des raisons techniques, il est temporairement impossible d'afficher le graphique qui aurait dû être présenté ici.

Voir la requête brute et les sources sur Wikidata.

## Aéroports Américains les plus fréquentés par le trafic passagers total (2019)
Liste des aéroports les plus fréquentés aux États-Unis en fonction du nombre total de passagers. Les données sont basées sur des chiffres fournis par les autorités aéroportuaires elles-mêmes, qui les publient chaque année ou chaque mois.
| Rang | Évolution Rang 2018/2019 | Nom de l'aéroport         | Localisation                     | IATA Code | Trafic      | Trafic         | Avions     | Avions         |
| Rang | Évolution Rang 2018/2019 | Nom de l'aéroport         | Localisation                     | IATA Code | Passagers   | % chg. 2018/19 | Mouvements | % chg. 2018/19 |
| ---- | ------------------------ | ------------------------- | -------------------------------- | --------- | ----------- | -------------- | ---------- | -------------- |
| 1    | Stable                   | Atlanta H.-Jackson        | College Park (Géorgie)           | ATL       | 110,531,300 | 02.3           | 904,301    | 01.0           |
| 2    | Stable                   | Los Angeles               | Los Angeles (Californie)         | LAX       | 88,068,013  | 00.6           | 691,257    | 02.3           |
| 3    | Stable                   | Chicago-O'Hare            | Chicago (Illinois)               | ORD       | 84,649,115  | 01.7           | 919,704    | 01.8           |
| 4    | Stable                   | Dallas-Fort Worth         | Irving (Texas)                   | DFW       | 75,066,956  | 08.6           | 720,007    | 07.9           |
| 5    | Stable                   | Denver                    | Denver (Colorado)                | DEN       | 69,015,703  | 07.0           | 640,098    | 06.1           |
| 6    | Stable                   | New York-John F. Kennedy  | New York (État de New York)      | JFK       | 62,551,072  | 01.5           | 456,060    | 00.1           |
| 7    | Stable                   | San Francisco             | South San Francisco (Californie) | SFO       | 57,488,023  | 00.5           | 458,496    | 02.5           |
| 8    | Stable                   | Seattle-Tacoma            | SeaTac (Washington)              | SEA       | 51,829,239  | 04.0           | 450,487    | 02.8           |
| 9    | Stable                   | Las Vegas-Harry-Reid      | Paradise (Nevada)                | LAS       | 51,537,638  | 03.7           | 552,962    | 02.4           |
| 10   | Stable                   | Orlando                   | Orlando (Floride)                | MCO       | 50,613,072  | 06.1           | 357,689    | 02.9           |
| 11   | Stable                   | Charlotte-Douglas         | Charlotte (Caroline du Nord)     | CLT       | 50,168,783  | 08.0           | 578,263    | 05.1           |
| 12   | Stable                   | Newark-Liberty            | Newark (New Jersey)              | EWR       | 46,336,452  | 01.0           | 446,320    | 01.6           |
| 13   | 1                        | Phoenix-Sky Harbor        | Phoenix (Arizona)                | PHX       | 46,288,337  | 03.0           | 438,891    | 01.1           |
| 14   | 1                        | Miami                     | Miami (Floride)                  | MIA       | 45,924,466  | 02.0           | 416,773    | 00.2           |
| 15   | Stable                   | Houston-George Bush       | Houston (Texas)                  | IAH       | 45,264,059  | 03.3           | 478,070    | 02.4           |
| 16   | Stable                   | Boston Logan              | Boston (Massachusetts)           | BOS       | 42,522,411  | 03.9           | 427,176    | 00.7           |
| 17   | Stable                   | Minneapolis-Saint-Paul    | Minneapolis (Minnesota)          | MSP       | 39,555,035  | 04.0           | 406,076    | 00.3           |
| 18   | 1                        | Détroit                   | Romulus (Michigan)               | DTW       | 36,769,279  | 04.3           | 396,909    | 00.8           |
| 19   | 1                        | Fort Lauderdale-Hollywood | Fort Lauderdale (Floride)        | FLL       | 36,747,622  | 02.2           | 331,447    | 00.6           |
| 20   | Stable                   | Philadelphie              | Philadelphie (Pennsylvanie)      | PHL       | 33,018,886  | 4.2            | 390,321    | 02.8           |
| 21   | Stable                   | New York-LaGuardia        | New York (État de New York)      | LGA       | 31,084,894  | 03.3           | 373,356    | 00.4           |
| 22   | Stable                   | Baltimore-T. Marshall     | Linthicum Heights (Maryland)     | BWI       | 26,993,896  | 00.6           | 262,597    | 01.5           |
| 23   | Stable                   | Salt Lake City            | Salt Lake City                   | SLC       | 26,808,014  | 04.9           | 344,715    | 02.2           |
| 24   | Stable                   | San Diego                 | San Diego                        | SAN       | 25,216,947  | 04.0           | 231,354    | 02.8           |
| 25   | Stable                   | Washington-Dulles         | Dulles (Virginie)                | IAD       | 24,817,677  | 03.1           | 285,042    | 03.9           |
| 26   | Stable                   | Washington-Reagan         | Comté d'Arlington                | DCA       | 23,945,527  | 01.8           | 292,682    | 00.4           |
| 27   | 1                        | Tampa                     | Tampa                            | TPA       | 22,497,953  | 05.7           | 217,360    | 05.0           |
| 28   | 1                        | Chicago-Midway            | Chicago (Illinois)               | MDW       | 20,844,860  | 0-5.4          | 232,084    | 0-4.6          |
| 29   | Stable                   | Honolulu                  | Honolulu (Hawaï)                 | HNL       |             |                |            |                |
| 30   | Stable                   | Portland                  | Portland (Oregon)                | PDX       | 19,891,365  | 00.0           | 238,384    | 01.9           |
| 31   | 1                        | Nashville                 | Nashville (Tennessee)            | BNA       | 18,273,434  | 014.2          |            |                |
| 32   | 1                        | Austin-Bergstrom          | Austin (Texas)                   | AUS       | 17,343,729  | 09.6           | 209,726    | 00.2           |
| 33   | 2                        | Dallas-Love Field         | Dallas (Texas)                   | DAL       | 16,780,158  | 03.4           | 231,879    | 00.3           |
| 34   | Stable                   | Lambert-Saint Louis       | Bridgeton (Missouri)             | STL       | 15,878,527  | 01.6           | 193,925    | 00.2           |
| 35   | Stable                   | San José (Californie)     | San José (Californie)            | SJC       | 15,650,444  | 09.3           | 207,111    | 019.4          |

## Aéroports américains les plus fréquentés en trafic passagers total (2018)
Liste des aéroports les plus fréquentés des États-Unis sur la base du nombre total de passagers, les données sont basées sur les chiffres fournis à partir des chiffres annuels ou mensuels publiés par les autorités de ces propres aéroports. 
| Rang | Changement de rang | Aéroport                                                         | Ville                                        | AITA | Volume      | Volume         | Aéronefs   | Aéronefs       |
| Rang | Changement de rang | Aéroport                                                         | Ville                                        | AITA | Passagers   | % chg. 2017/18 | Mouvements | % chg. 2017/18 |
| ---- | ------------------ | ---------------------------------------------------------------- | -------------------------------------------- | ---- | ----------- | -------------- | ---------- | -------------- |
| 1    | Stable             | Aéroport international Hartsfield-Jackson d'Atlanta              | Atlanta (Géorgie)                            | ATL  | 107,394,029 | 03.3           | 895,682    | 01.7           |
| 2    | Stable             | Aéroport international de Los Angeles                            | Los Angeles (Californie)                     | LAX  | 87,534,384  | 03.5           | 707,833    | 01.1           |
| 3    | Stable             | Aéroport international O'Hare de Chicago                         | Chicago (Illinois)                           | ORD  | 83,245,472  | 04.3           | 903,747    | 04.2           |
| 4    | Stable             | Aéroport international de Dallas-Fort Worth                      | Coppell, Euless, Grapevine et Irving (Texas) | DFW  | 69,112,607  | 03.0           | 667,213    | 02.0           |
| 5    | Stable             | Aéroport international de Denver                                 | Denver (Colorado)                            | DEN  | 64,494,613  | 05.1           | 603,403    | 03.6           |
| 6    | Stable             | Aéroport international John-F.-Kennedy de New York               | New York (État de New York)                  | JFK  | 61,909,148  | 03.9           | 455,529    | 01.6           |
| 7    | Stable             | Aéroport international de San Francisco                          | Comté de San Mateo (Californie)              | SFO  | 57,793,313  | 03.5           | 470,164    | 02.1           |
| 8    | 1                  | Aéroport international de Seattle-Tacoma                         | SeaTac (Washington)                          | SEA  | 49,849,520  | 06.2           | 438,391    | 05.4           |
| 9    | 1                  | Aéroport international McCarran de Las Vegas                     | Paradise (Nevada)                            | LAS  | 49,716,584  | 02.5           | 539,857    | 00.6           |
| 10   | 2                  | Aéroport international d'Orlando                                 | Orlando (Floride)                            | MCO  | 47,696,627  | 06.9           | 347,672    | 05.1           |
| 11   | 1                  | Aéroport international Charlotte-Douglas                         | Charlotte (Caroline du Nord)                 | CLT  | 46,444,380  | 01.2           | 550,013    | 00.4           |
| 12   | 1                  | Aéroport international Liberty de Newark                         | Newark and Elizabeth, New Jersey             | EWR  | 46,065,175  | 06.6           | 458,674    | 04.6           |
| 13   | 1                  | Aéroport international de Miami                                  | Comté de Miami-Dade (Floride)                | MIA  | 45,044,312  | 02.2           | 416,032    | 00.7           |
| 14   | 1                  | Aéroport international Sky Harbor de Phoenix                     | Phoenix (Arizona)                            | PHX  | 44,943,686  | 02.3           | 434,252    | 00.8           |
| 15   | Stable             | Aéroport intercontinental George-Bush de Houston                 | Houston (Texas)                              | IAH  | 43,807,539  | 07.6           | 466,738    | 03.6           |
| 16   | Stable             | Aéroport international Logan de Boston                           | Boston et Winthrop (Massachusetts)           | BOS  | 40,941,925  | 06.6           | 424,024    | 05.6           |
| 17   | Stable             | Aéroport international de Minneapolis-Saint-Paul                 | Comté de Hennepin                            | MSP  | 38,037,381  | 00.0           | 407,476    | 02.1           |
| 18   | 1                  | Aéroport international de Fort Lauderdale-Hollywood              | Comté de Broward                             | FLL  | 35,963,370  | 010.6          | 329,662    | 05.4           |
| 19   | 1                  | Aéroport métropolitain de Détroit                                | Romulus (Michigan)                           | DTW  | 35,236,676  | 01.5           | 393,681    | 00.4           |
| 20   | Stable             | Aéroport international de Philadelphie                           | Philadelphie (Pennsylvanie)                  | PHL  | 31,691,956  | 07.1           | 379,665    | 02.6           |
| 21   | Stable             | Aéroport LaGuardia de New York                                   | New York (État de New York)                  | LGA  | 30,094,074  | 01.8           | 372,025    | 00.8           |
| 22   | Stable             | Aéroport international Thurgood Marshall de Baltimore-Washington | Comté d'Anne Arundel                         | BWI  | 27,145,831  | 02.9           | 266,569    | 01.9           |
| 23   | Stable             | Aéroport international de Salt Lake City                         | Salt Lake City                               | SLC  | 25,554,244  | 05.6           | 337,276    | 03.1           |
| 24   | 2                  | Aéroport international de San Diego                              | San Diego (Californie)                       | SAN  | 24,238,300  | 09.3           | 225,058    | 07.5           |
| 25   | Stable             | Aéroport international de Washington-Dulles                      | Dulles (Virginie)                            | IAD  | 24,060,709  | 05.1           | 274,281    | 03.6           |
| 26   | 2                  | Aéroport national Ronald-Reagan                                  | Comté d'Arlington                            | DCA  | 23,464,618  | 01.8           | 293,827    | 00.2           |
| 27   | Stable             | Aéroport international Midway de Chicago                         | Chicago (Illinois)                           | MDW  | 22,027,737  | 01.9           | 243,322    | 03.2           |
| 28   | Stable             | Aéroport international de Tampa                                  | Tampa (Floride)                              | TPA  | 21,289,390  | 08.5           | 206,938    | 05.9           |
| 29   | Stable             | Aéroport international d'Honolulu                                | Honolulu (Hawaï)                             | HNL  |             |                |            |                |
| 30   | Stable             | Aéroport international de Portland                               | Portland (Oregon)                            | PDX  | 19,882,788  | 04.2           | 233,993    | 02.2           |
| 31   | Stable             | Aéroport du Love Field de Dallas                                 | Dallas (Texas)                               | DAL  | 16,229,151  | 03.2           | 231,110    | 01.6           |
| 32   | 1                  | Aéroport international de Nashville                              | Nashville (Tennessee)                        | BNA  | 15,996,194  | 013.2          | 216,966    | 05.2           |
| 33   | 1                  | Aéroport international Austin-Bergstrom                          | Austin (Texas)                               | AUS  | 15,819,912  | 013.9          | 210,080    | 05.2           |
| 34   | 2                  | Aéroport international de Lambert-Saint-Louis                    | Saint-Louis (Missouri)                       | STL  | 15,632,586  | 05.9           | -          | -              |
| 35   | Stable             | Aéroport international de San José                               | San José (Californie)                        | SJC  | 14,319,292  | 014.7          | 173,389    | 011.3          |

## Voir également
- Liste des aéroports les plus fréquentés de Californie